# East Kootenay
East Kootenay – dystrykt regionalny w kanadyjskiej prowincji Kolumbia Brytyjska. Siedziba władz znajduje się w Cranbrook.
East Kootenay ma 56 685 mieszkańców. Język angielski jest językiem ojczystym dla 91,9%, niemiecki dla 2,0%,  francuski dla 1,7% mieszkańców (2011).